# Fido (pel·lícula)
Fido s una pel·lícula canadenca de comèdia de zombis del 2006 dirigida per Andrew Currie i escrita per Robert Chomiak, Currie i Dennis Heaton d'una història original de Heaton. Va ser produït per Blake Corbet, Mary Anne Waterhouse, Trent Carlson i Kevin Eastwood d'Anagram Pictures, i llançat als Estats Units per Lions Gate Entertainment.

## Argument
La pel·lícula té lloc en un univers alternatiu de la dècada de 1950 on la radiació de l'espai ha convertit els morts en zombis. Això va donar lloc a les "Guerres dels zombis", on la humanitat va lluitar contra zombis per evitar un apocalipsi zombi, amb la humanitat la vencedora definitiva. La radiació encara afecta la humanitat, ja que tots els que moren es converteixen en no-morts, tret que el cos mort sigui eliminat mitjançant decapitació o cremació. Per continuar vivint una vida normal, les comunitats estan tancades amb l'ajuda d'una corporació governativa anomenada ZomCon. ZomCon proporciona collars amb comandaments a distància acompanyats per controlar la fam de carn dels zombis per utilitzar-los com a servidors domèstics.
A la ciutat de Willard, la mestressa de casa Helen Robinson (Carrie-Anne Moss) compra un zombi (Billy Connolly) malgrat la fòbia zombi del seu marit Bill (Dylan Baker), ja que Bill va haver de matar el seu propi pare que s'havia convertit en un zombi i va intentar menjar-se'l. El seu fill, Timmy (K'Sun Ray), es fa amic del zombi, anomenant-lo "Fido" (poc es revela de la seva vida "pre-zombi", excepte que probablement va morir d'infart de miocardi com a evidenciat per la incisió del pit). Un dia, el collar d'en Fido falla i mata accidentalment el seu veí del costat, que es converteix en un zombi. Timmy "mata" el veí zombi més tard, però no abans de matar i infectar una altra persona, provocant un petit brot zombi. Les forces de seguretat de ZomCon sufoquen la situació i després investiguen què va causar el brot.
Quan un parell de pinxos locals són atrapats disparant a un oficial de la ZomCon, se sospita que han disparat al veí desaparegut, però assenyalen la culpa a Fido que els va fer mal quan van intentar assetjar Timmy. Més tard, els matons capturen en Fido i en Timmy, que passegen pel país. Fido s'escapa i, en una paròdia de Lassie, és enviat per Timmy per anar a casa i trobar Helen. Helen ve i rescata en Timmy dels matones (que, a través de la seva pròpia desventura i la fam de carn humana de Fido, ara són zombis), i intenten oblidar-se de tot. Diversos dies després, el cos del veí és "descobert" i l'assassinat es remunta a Fido, que és portat a la ZomCon on se li diu a la família que serà destruït. Timmy s'assabenta a través de Cindy Bottoms (Alexia Fast), filla de Jonathan Bottoms (Henry Czerny), el celós cap de seguretat de la ZomCon, que Fido ha estat posat a treballar en una fàbrica de ZomCon. Timmy es proposa rescatar-lo amb l'ajuda del Sr. Theopolis (Tim Blake Nelson), un anterior empleat de la ZomCon que es va veure obligat a marxar quan es va descobrir que se sospitava de fraternitzar amb la seva atractiva dona zombi.
Mentrestant, Timmy localitza en Fido, però és capturat pel Sr. Bottoms, que intenta llençar en Timmy a la "zona salvatge" infestada de zombis que existeix fora de les comunitats tancades com a càstig per haver-se unit a un zombi. Bill ve al rescat i és assassinat en una lluita amb Mr. Bottoms, que al seu torn és assassinat per Fido. Timmy és posat en llibertat i els mitjans de comunicació afirmen que la violació de seguretat de ZomCon va ser culpa dels rednecks que es van aventurar a la zona salvatge per caçar zombis per diversió. Helen li dona a Bill el funeral sense cap que sempre va voler per evitar la seva zombificació. La pel·lícula acaba amb Fido com a pare substitut del nadó de Timmy, Helen i Helen. Ells, juntament amb uns quants veïns, gaudeixen junts de la seva nova vida domèstica, inclòs el zombificat Jonathan Bottoms que ara està sota el control de la seva filla.

## Repartiment
Plantilla:Repartiment
- K'Sun Ray com a Timmy Robinson
- Billy Connolly com a Fido
- Carrie-Anne Moss com a Helen Robinson
- Tim Blake Nelson com el Sr. Theopolis
- Dylan Baker com a Bill Robinson
- Henry Czerny com a Jonathan Bottoms
- Sonja Bennett com a Tammy
- Alexia Fast com a Cindy Bottoms
- Terry M. Keyes com Herman el sepulcre
- Aaron Brown com a Roy Fraser
- Brandon Olds com Stan Fraser
- Jennifer Clement com a Dee Dee Bottoms
- Rob LaBelle com a Frank Murphy
- Tiffany Lyndall-Knight com Miss Mills
- Mary Black com la senyora Henderson
- Raymond E. Bailey com a Floyd

## Producció
El rodatge es va dur a terme a Kelowna, Columbia Britànica durant 35 dies. El director Andrew Currie volia fer una creu- pel·lícula de gènere, per evitar la predictibilitat. Currie va ser influenciat per Lassie Come Home, La nit del caçador, la pel·lícula de Douglas Sirk de la dècada del 1950 Peyton Place, i les pel·lícules de zombis de George A. Romero. El guió es va escriure originalment el 1994, però les diferències creatives el van mantenir lligat. Finalment, Currie hi va optar a través de la seva productora i va completar la pel·lícula, que va ser completament dissenyada abans del rodatge.

## Estrena
Fido es va estrnar al Festival Internacional de Cinema de Toronto de 2006, on va ser la pel·lícula de la gala d'obertura canadenca. També es va veure al Festival Internacional de Cinema de Vancouver de 2006, el Festival de Cinema de Sundance de 2007, el Festival de cinema canadenc de Kingston de 2007, el Festival de Cinema de Florida de 2007 i el Festival Internacional de Cinema Fantàstic de Gérardmer a França. Es va estrenar als cinemes el 9 de març de 2007.

### Mitjans domèstics
El DVD es va llançar el 23 d'octubre de 2007.

## Recepció

### Taquilla
La pel·lícula va recaptar 304.533 dòlars a Amèrica del Nord i un total de 426.224 dòlars a tot el món. Les vendes nacionals de DVD van ser de 2,95 milions de dòlars.

### Resposta crítica
Rotten Tomatoes, un agregador de ressenyes, informa que el 73% dels 73 crítics enquestats van donar a la pel·lícula una crítica positiva, ja que una valoració mitjana era de 6,5/10; el consens és: "Aprofitant al màxim la seva fina premissa, Fido és una sàtira de tant en tant commovedora que proporciona grans rialles i prou sang i fetgeper complaure als amants del gore." Metacritic rated it 70/100 based on 12 reviews. Allan Walton del Pittsburgh Post-Gazette ' li va donar 5/5 estrelles i el va qualificar de "la millor parodia de zombis mai feta". Kirk Honeycutt de The Hollywood Reporter va escriure: "Per a una pel·lícula d'una broma, Fido fa un bon treball explorant totes les possibles permutacions d'aquesta broma." Dennis Harvey de Variety la va anomenar una pel·lícula "fresca però estranyament familiar" que és divertida però que no compleix totel que promet, i Manohla Dargis de The New York Times la van fer una selecció dels crítics de NYT, anomenant-la una "sàtira molt divertida" que sacrifica les oportunitats de la sàtira per a la comèdia.
Geoff Pevere, de la Toronto Star, va descriure la pel·lícula com una "fusió intel·ligentment entretinguda, encara que lleugerament dolça, del melodrama de Douglas Sirk (i especialment Només el cel ho sap), ciència-ficció dels anys cinquanta totalment nord-americans, sàtira de George Romero i sàtira de la seguretat nacional, que és "estranyament saludable, suaument i adorablement sagnant". Robert Abele de Los Angeles Times la va anomenar una pel·lícula "astuta" i "deliciosament divertida" que mostra que "encara hi ha molta vida al cinema zombi." Scott Weinberg de Fearnet la va anomenar " bastant divertit, sorprenentment intel·ligent, agradable de veure i sovint bastant malalta," mentre que Joshua Siebalt de Dread Central va puntuar la pel·lícula amb 4,5/5 estrelles i la va descriure com "una pel·lícula intel·ligent maleïda" que "funciona a gairebé tots els nivells". Un altre revisor de llocs web de gènere, Brad Miska de Bloody Disgusting, va escriure que la pel·lícula pot ser difícil de vendre per als fanàtics del terror, però gaudiran de la comèdia, el gore i l'originalitat.
Per contra, Joshua Rothkopf de Time Out New York va puntuar la pel·lícula amb 2/5 estrelles i va qualificar la seva sàtira de cansada i exagerada. J. R. Jones del Chicago Reader va escriure que es tracta d'una "paròdia cansada" basada en un gag d'un sol ús de Shaun of the Dead, i Rob Nelson de The Village Voice la va anomenar una paròdia de zombis poc divertida que pal·lideix en comparació amb 28 Weeks Later.